# Caroline Breese Hall
Caroline Breese Hall (2 de abril de 1939-10 de diciembre de 2012) fue una pediatra estadounidense que fue profesora de pediatría en el Centro Médico de la Universidad de Rochester y estudió las enfermedades pediátricas causadas por el virus sincitial respiratorio y el herpesvirus humano 6.

## Biografía

### Primeros años y educación
Caroline Breese Hall, oriunda de Brighton, condado de Monroe, Nueva York, nació el 2 de abril de 1939. Su padre, Burtis Burr Breese, era un pediatra que fue profesor en la Escuela de Medicina y Odontología de la Universidad de Rochester, y el Journal of the Pediatric Infectious Diseases Society lo describió como «un pionero en la investigación clínica basada en el consultorio y el desarrollo del cultivo de faringe en la oficina para estreptococos». Después de obtener una licenciatura en química en Wellesley College, estudió en el empleador de su padre, la Escuela de Medicina y Odontología de la Universidad de Rochester, donde obtuvo un título de médico en 1964.

### Carrera académica
Después de obtener sus títulos, Hall se mudó a la Universidad de Yale, donde completó algunas becas y una residencia. En 1971, Hall se convirtió en parte de la facultad del Centro Médico de la Universidad de Rochester (URMC), antes de convertirse en profesora de Pediatría y Medicina allí en 1986.
Autora de cientos de artículos académicos, Hall se especializó en el estudio de enfermedades pediátricas causadas por virus sincitial respiratorio y el herpesvirus humano 6, y Women In Academia Report la describió como una experta en el área. La Journal of the Pediatric Infectious Diseases Society describió a Hall como una «importante contribuyente a la disciplina de las enfermedades infecciosas pediátricas, como maestra, mentora, investigadora y consejera». En 1978, Hall y su padre escribieron un libro titulado Enfermedades estreptocócicas beta hemolíticas. Hall fue uno de los miembros inaugurales del consejo editorial de la revista académica Contemporary Pediatrics, donde permaneció hasta su muerte. Hall fue el quinto presidente de la Sociedad de Enfermedades Infecciosas Pediátricas. Hall sirvió en el Comité Asesor sobre Prácticas de Inmunización y fue presidente del Comité de Enfermedades Infecciosas de la Academia Estadounidense de Pediatría.
En 1979, Hall se convirtió en miembro de la Academia Estadounidense de Pediatría y miembro del Colegio Real de Médicos de Edimburgo. Hall fue la profesora John F. Enders de la Sociedad de Enfermedades Infecciosas de América en 1993. En 1995, Hall se convirtió en la primera ganadora del Premio al Servicio Distinguido de la Fundación de la Sociedad de Enfermedades Infecciosas Pediátricas. Hall ganó el premio Ed Nowakowski Senior Memorial Clinical Virology Award de la Sociedad Panamericana de Virología en 1997. En 2002, Hall fue elegido miembro de la Academia Nacional de Medicina. Hall ganó el Premio de la Sección de Enfermedades Infecciosas de la Academia Estadounidense de Pediatría de 2006 por su contribución de por vida en la educación sobre enfermedades infecciosas. Hall ganó el premio Robert M. Chanock 2008 a la trayectoria.

### Vida personal, muerte y legado
Hall y su esposo William J. Hall, el profesor de medicina Paul H. Fine en la URMC, tuvieron tres hijos, incluido el profesor de cardiología de la URMC, Burr W. Hall.
Hall murió en su casa el 10 de diciembre de 2012; ella tenía 73. En abril de 2014, la URMC celebró un simposio festschrift en honor a Hall.